# Bernard Frénicle de Bessy

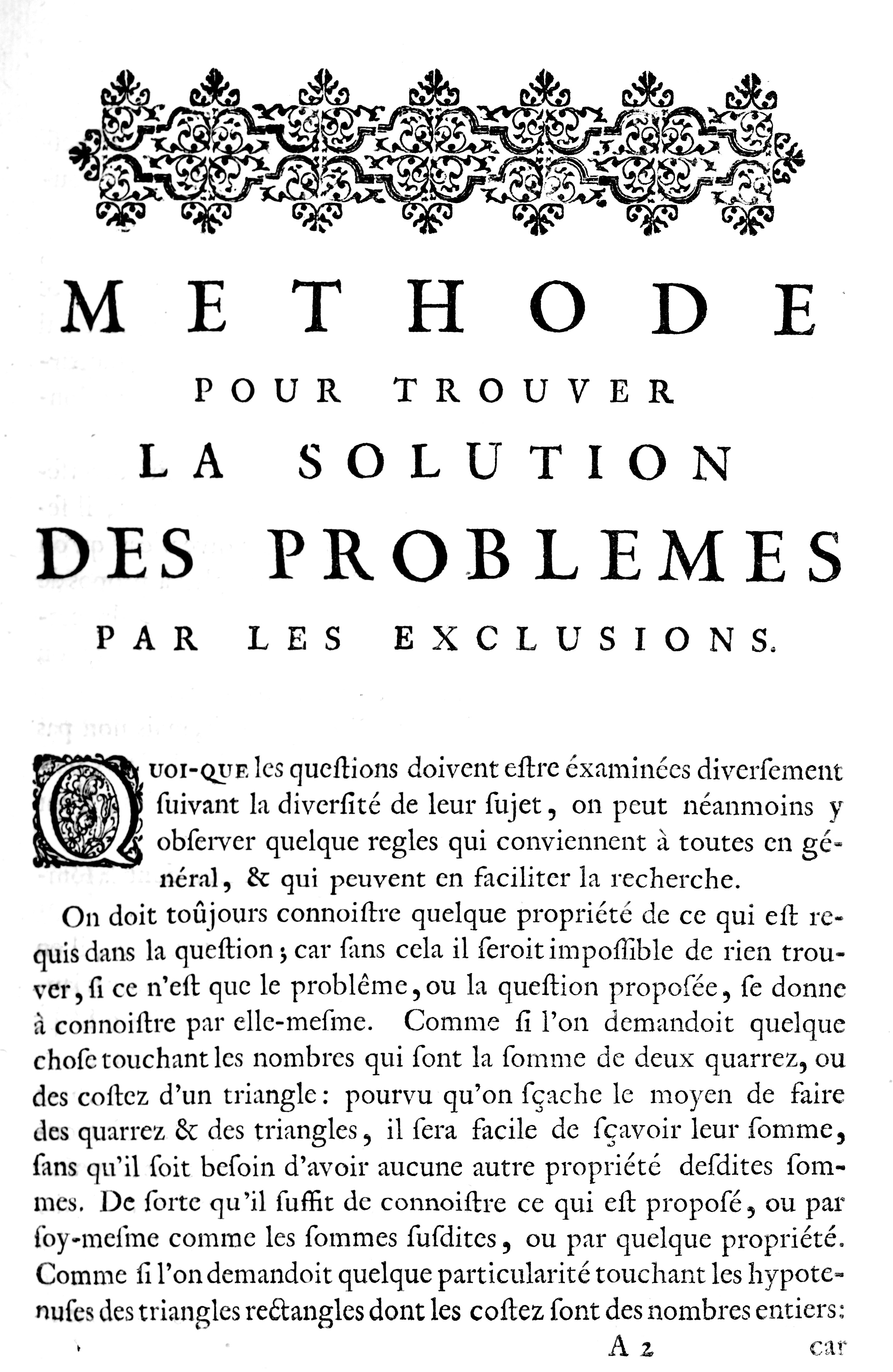
Lucrarea Méthode pour trouver la solution des problèmes (1754)

Bernard Frénicle de Bessy (c. 1605–1675) a fost un matematician francez, care s-a ocupat în special cu teoria numerelor și teoria probabilităților.
De asemenea, s-a ocupat de problema pătratelor magice, scriind în acest sens lucrarea Des quarrez ou tables magiques, care a apărut postum în 1693.
A fost consilier la Curtea Monetăriei.
A purtat corespondență susținută cu Pierre Fermat.

## Scrieri
- Méthodes pour trouver la solution des problèmes par exclusions
- 1669: Traité des triangles rectangles en nombres, în care a demonstrat marea teoremă a lui Fermat pentru n=4;
- 1693: Abrégé des Combinaisons (Paris);
- 1693: Traité des carres magiques, tipărită prin grija lui Philippe de La Hire;
- Traité des Nombres polygones.